# Max & Tux
Max & Tux è una sitcom italiana prodotta nel 2002 e trasmessa da Rai Uno.
La serie è interpretata da Massimo Lopez e Tullio Solenghi, che tornano così a lavorare insieme dopo lo scioglimento del gruppo comico Il Trio.

## Trama
Max & Tux è formata da brevi sketch muti, della durata di 5 minuti circa, basati sulla comicità pura, sulla falsariga delle comiche di Buster Keaton e Charlie Chaplin, ma anche di Stanlio & Ollio e Mr. Bean. Ogni sketch propone una situazione comica diversa, non collegata ad altri episodi della sitcom: unico punto fermo sono i due protagonisti, Max e Tux, i quali, in ogni vicenda in cui sono coinvolti, finiscono per combinare qualche pasticcio.

## Episodi
| Stagione       | Episodi | Prima TV |
| -------------- | ------- | -------- |
| Prima stagione | 38      | 2002     |

## Produzione
Questa short comedy, inizialmente pensata per una programmazione nel preserale, venne in seguito chiamata a sostituire nella fascia televisiva dell'access prime time di Rai Uno lo storico programma di approfondimento giornalistico di Enzo Biagi, Il Fatto – cancellato in seguito al cosiddetto editto bulgaro pronunciato dall'allora presidente del Consiglio italiano, Silvio Berlusconi –, e a scontrarsi coi programmi concorrenti di Canale 5, prima Veline e poi Striscia la notizia.
Questa difficile collocazione di palinsesto, unita alle critiche perlopiù negative ricevute, ha portato Max & Tux a ottenere dei risultati di ascolto inferiori alle aspettative, decretandone la chiusura al termine dell'unica stagione prodotta.